# Безымянное (озеро, Ненецкий автономный округ)
Безымянное — озеро в России, находится на территории Заполярного района Ненецкого автономного округа. Площадь водного зеркала — 0,5 км².
Находится в междуречье рек Омица и Песчанка западнее озера Песчаночное в 15 км к югу от устья реки Снопа. Имеет округлую форму, вытянуто с севера на юг. Окружено россыпью мелких озёр. Имеет сток в Омицу. Относится к группе Березовые озера. На восточном берегу озера — небольшой лесной массив.
По данным государственного водного реестра России относится к Двинско-Печорскому бассейновому округу. Код водного объекта — 03040000111103000012319.